# رفائيون
رفائيون هم قوم من الكنعانيين استوطنوا أرض كنعان قبل قدوم العبرانيين . ورد ذكرهم في العديد من أسفار التوراة وفي بعض المصادر القديمة. وكانوا يتَّسمون بضخامة القامة، لذا فإن الكلمة تُستخدَم أحياناً في العهد القديم بمعنى «ضخم» وليس بمعنى عضو في ينتمي إلى عرْقية محدَّدة.
الرفائيون أيضا هو اسم عبري معناه ( ظلال الموتى ) (أرواح الراحلين )، ( الجبابرة ). ذكروا في سفر التثنية (2:20) : «هي أيضا تحسب أرض رفائيين. سكن الرفائيون فيها قبلا، لكن العمونيين يدعونهم زمزميين.» 
أشهر ملوكهم هو عوج ملك باشان حيث يذكر الكتاب المقدس أن النبي موسى هزمه وانتصر عليه . كان عوج عِملاقًا، ربما من نسل العمالقة، كان سريره يشهد على ضخامة جسمه حيث يبلغ طول السرير تسع أذرع وعرضه أربع أذرع بذراع رجل.